# Linas Klimavičius
Linas Klimavičius (* 10. April 1989 in Panevėžys) ist ein litauischer Fußballspieler.  
Sein Vater Albertas Klimavičius und sein Bruder Arūnas Klimavičius sind auch Fußballspieler.

## Werdegang

### Als Vereinsspieler
Klimavičius begann seine Profikarriere 2006 beim Ekranas Panevėžys, wo er in 15 Spielen ein Tor schoss. 2007 wechselte er zu Sūduva Marijampolė wechselte. Nach nur einer Saison unterschrieb er einen Vertrag beim ukrainischen Verein Dnipro Dnipropetrowsk. 2010 wurde er für ein Jahr an Krywbas Krywyj Rih verliehen, bevor er von 2011 bis 2013 wieder direkt in Dnipropetrowsk spielte. In der Saison 2013/14 stand er beim FK Daugava Riga in Diensten. Seit 2014 spielte er für den FK Trakai.
Im Januar 2019 wechselte er zu Dinamo Bukarest.

### Als Nationalspieler
Klimavičius spielte 2010 bei der litauischen U-21-Nationalmannschaft. Am 5. Juni 2015 gab er in Debrecen beim Freundschaftsspiel gegen Ungarn sein Debüt in der A-Nationalmannschaft. Auf Anhieb gehörte er zur Startaufstellung und spielte das ganze Spiel, welches 4:0 verloren ging, durch.